# گلن دوبلین
گلن دوبلین (انگلیسی: Glenn Dubin؛ زادهٔ ۱۳ آوریل ۱۹۵۷) سرمایه‌گذار و کارآفرین اهل ایالات متحده آمریکا است، که در سال ۱۹۹۲ شرکت های‌بریج را تاسیس کرد.